# Cuki no uta
A Cuki no uta (月の詩; Hepburn: Tsuki no Uta) Gackt japán énekes kislemeze, mely 2003. június 11-én jelent meg a Nippon Crown kiadónál. Harmadik helyezett volt az Oricon heti slágerlistáján és hét hétig szerepelt rajta. A Japán Hanglemezgyártók Szövetsége aranylemezzé nyilvánította. A dal a Texhnolyze című anime záródala volt.

## Számlista
| #  | Cím                                                           | Hossz |
| -- | ------------------------------------------------------------- | ----- |
| 1. | Cuki no uta (月の詩; Hepburn: Tsuki no Uta)                   | 4:58  |
| 2. | Hosi no szuna (星の砂; Hepburn: Hoshi no Suna)                | 4:32  |
| 3. | Cuki no uta (月の詩; Hepburn: Tsuki no Uta) (Instrumental)    | 4:57  |
| 4. | Hosi no szuna (星の砂; Hepburn: Hoshi no Suna) (Instrumental) | 4:24  |